# Štefan Sadloň
Štefan Sadloň (* 8. července 1965) je bývalý slovenský fotbalista, útočník.

## Fotbalová kariéra
V československé lize hrál za Spartak Trnava, nastoupil ve 31 ligových utkáních a dal 3 góly. Ve 1. slovenské národní fotbalové lize hrál i za SH Senica.

## Ligová bilance
| Ročník                                      | Zápasy | Góly | Klub                    |
| ------------------------------------------- | ------ | ---- | ----------------------- |
| 1. slovenská národní fotbalová liga 1983/84 | 9      | 3    | Slovenský hodváb Senica |
| 1. slovenská národní fotbalová liga 1984/85 | 24     | 10   | Slovenský hodváb Senica |
| 1. slovenská národní fotbalová liga 1985/86 | 7      | 2    | Slovenský hodváb Senica |
| 1. slovenská národní fotbalová liga 1987/88 | 22     | 8    | Slovenský hodváb Senica |
| 1. slovenská národní fotbalová liga 1988/89 | 29     | 12   | Slovenský hodváb Senica |
| 1. československá fotbalová liga 1989/90    | 22     | 2    | Spartak Trnava          |
| 1. slovenská národní fotbalová liga 1990/91 | -      | -    | Spartak Trnava          |
| 1. československá fotbalová liga 1991/92    | 9      | 1    | Spartak Trnava          |
| CELKEM 1. LIGA                              | 31     | 3    |                         |